# Duinen Vlieland (Vogelschutzgebiet)
Das EU-Vogelschutzgebiet Duinen Vlieland liegt auf der westfriesischen Insel Vlieland in der niederländischen Provinz Friesland. Das 13,1 km² große Schutzgebiet gehört zum europäischen Schutzgebietsnetz Natura 2000. Es umfasst nahezu die gesamte Insel bis auf die besiedelten Bereiche und die vorlegalgerten Sandbänke. Auch die höher gelegenen, bewaldeteten Bereiche um Oost-Vlieland sind vom Vogelschutzgebiet ausgenommen. Der vorherrschende Lebensraum im Schutzgebiet sind Dünen verschiedener Ausprägung.
Das Gebiet grenzt im Norden an das Natura-2000-Gebiet Noordzeekustzone und im Süden an das Natura-2000-Gebiet Waddenzee. Zudem überschneidet es sich großflächig mit dem gleichnamigen FFH-Gebiet. Es wurde im Jahr 2000 als Vogelschutzgebiet ausgewiesen.

## Schutzzweck
Folgende Vogelarten sind für das Gebiet gemeldet; Arten, die im Anhang I der Vogelschutzrichtlinie geführt sind, sind mit * gekennzeichnet:
| Bild            | Anhang I | EU Code | Art             | wissenschaftlicher Name |
| --------------- | -------- | ------- | --------------- | ----------------------- |
| Spießente       |          | A054    | Spießente       | Anas acuta              |
| Rohrweihe       | *        | A081    | Rohrweihe       | Circus aeruginosus      |
| Kornweihe       | *        | A082    | Kornweihe       | Circus cyaneus          |
| Heringsmöwe     |          | A183    | Heringsmöwe     | Larus fuscus            |
| Steinschmätzer  |          | A277    | Steinschmätzer  | Oenanthe oenanthe       |
| Kormoran        |          | A017    | Kormoran        | Phalacrocorax carbo     |
| Löffler         | *        | A034    | Löffler         | Platalea leucordia      |
| Tüpfelsumpfhuhn | *        | A119    | Tüpfelsumpfhuhn | Porzana porzana         |
| Säbelschnäbler  | *        | A132    | Säbelschnäbler  | Recurvirostra avosetta  |
| Eiderente       |          | A063    | Eiderente       | Somateria mollissima    |
| Löffelente      |          | A162    | Löffelente      | Spatula clypeata        |
| Rotschenkel     |          | A162    | Rotschenkel     | Tringa totanus          |